# 中信廣場 (廣州)
中信廣場（英語：Citic Plaza），前稱中天廣場（英語：Sky Central Plaza），是位於中國廣州市天河区的一座超高层商業大廈，位于广州城市新中轴线北部，坐北向南，北靠廣州火車東站，南与天河体育中心相对，曾是广州市最高的建筑物和世界最高的混凝土建築。

## 历史
中信广场原名中天广场，由香港两大上市公司熊谷組（香港）有限公司、蜆殼電器工業（集團）有限公司，与中国保利集团公司附属的嵘高贸易有限公司合组的熊谷蚬壳发展（广州）有限公司开发。1994年3月动工建设，由广州市第二建筑工程公司施工，1996年8月竣工，1997年4月投入使用，建成時為當時中國乃至亚洲的最高建築（后于1999年被金茂大厦超越），1998年，中天广场易主中国国际信托投资公司，更名为“中信广场”，作为集团子公司中信华南（集团）有限公司的总部。
在珠江新城落成之前，中信广场是广州最具代表性的超高层写字楼，成为当时跨国公司在广州的首选办公地，高峰期曾进驻包括花旗银行、惠普、微软、IBM、安利、奥美等400多家公司，并带动天河北路一带成为广州新兴的商业办公中心。

## 建築設計

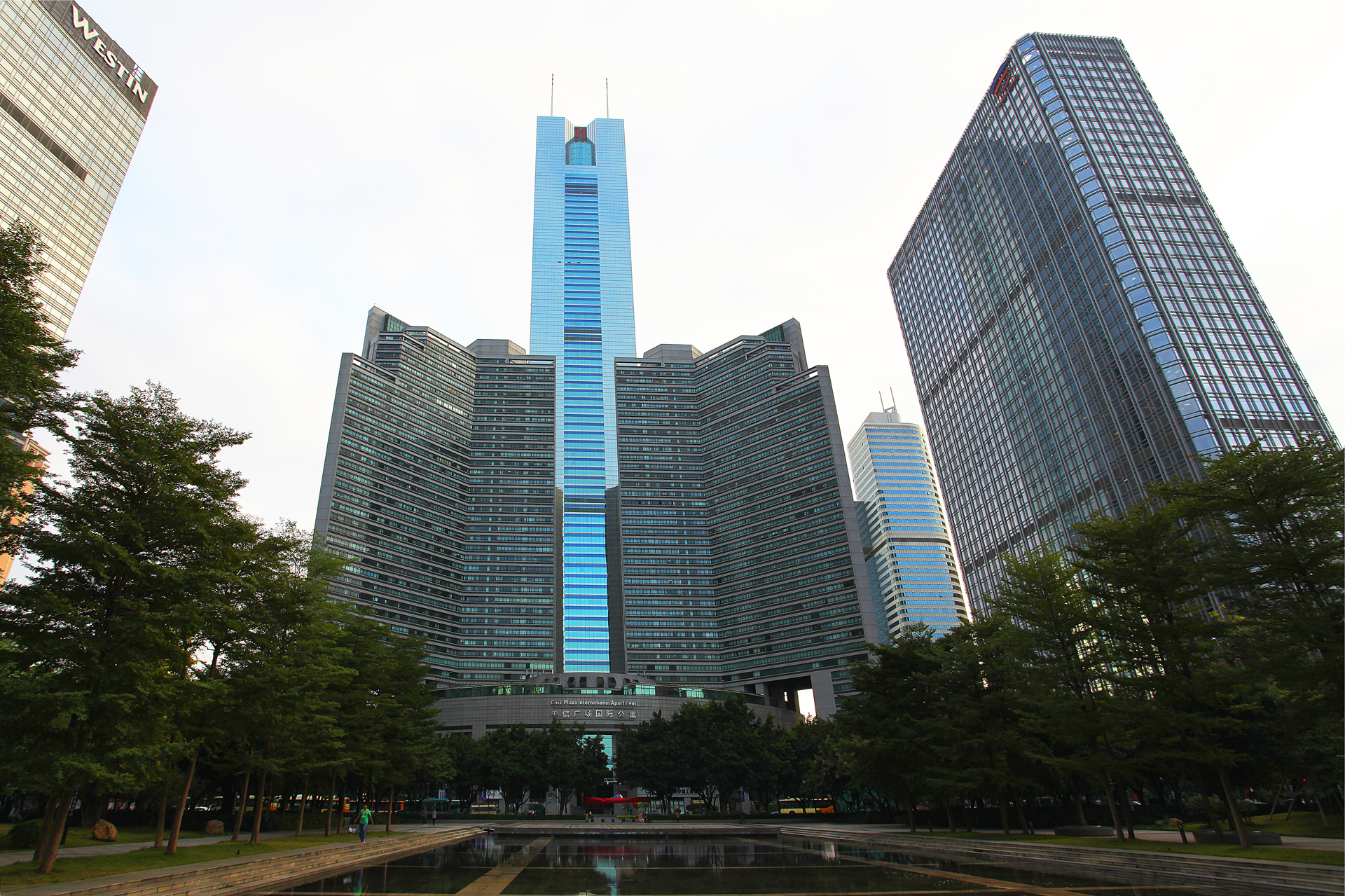
中信广场北侧

中信广场占地2.3萬平方米，總建築面積32萬平方米，由一幢80層的摩天大樓（办公楼）、兩幢左右對稱的38層副樓（国际公寓楼）、一座5层的裙楼商场組成，主樓后侧两翼有两座的38層副樓。入口處樓高10米，內部採用酒店設計。副樓主要用作商场和住宅，即中信广场国际公寓。中信广场建筑按照功能可划分为四部分，即办公楼部分（主体建筑），地下停车场部分，商场部分和国际公寓部分。

### 办公楼
中信广场办公楼是整个广场大厦的主体建筑，大堂高度为17.7米（5个标准层高度）。這棟高樓按照功能划分，全部設計為寫字樓。大楼共80层，顶上的76-80层是设备层，避难层分别位于大厦的27层、47层和67层，每层约2000平方米。
办公楼部分主要有如下特點：一是柱位少；二是高級玻璃幕牆使視野更加廣闊；三是配備先進的科技設施，包括光纖通訊、衛星天線、中央空調、后備電源、1萬條IDD電話和傳真線路、34部進口日立高速電梯。

### 地下车库
地下設有兩層泊車場，車位達900個。

### 商场
中天购物城，即中信广场商场，属中信广场附楼部分，共五层。其中一层至四层为购物商场，营业面积共计约40000平方米。第五层为中信广场国际俱乐部。

## 電梯配置
中信廣場電梯服務樓層列表（一律採用日立製作所製造之電梯）
- No. 1–4（4部來往9/F–17/F之辦公電梯）：1、9–17
- No. 5–8（4部來往18/F–26/F之辦公電梯）：1、18–26
- No. 9–12（4部來往28/F–37/F之辦公電梯）：1、28、30–37
- No. 13–16（4部來往38/F–46/F之辦公電梯）：1、38–46
- No. 17–20（4部來往48/F–58/F之辦公電梯）：48、50–58
- No. 21–24（4部來往59/F–66/F之辦公電梯）：48、59–66
- No. 25–28（4部來往68/F–75/F之辦公電梯）：48、68、71–75
- No. 29–34（6部來往空中大堂之穿梭電梯）：1、48
- No. 35（消防及載貨電梯）：B1、1、6、7（PA）、8（PB）、9–26、27（PC）、27A（PD）、28、30–46、47（PE）、47A（PF）、48、50–66、67A（PG）、67B（PH）、68、71–75
- No. 36（消防及載貨電梯）：B1、1、6、7（PA）、8（PB）、9–26、27（PC）、27A（PD）、28、30–46、47（PE）、47A（PF）、48、50–66、67A（PG）、67B（PH）、68、71–75、76（PI）、77（PJ）、78（PL）
- P6–P7（停車場專用電梯）：B2–1、6

(不設以下樓層：2/F–5/F、29/F、49/F、69/F及70/F)

## 外交机构
七个国家的驻广州总领事馆设置在中信广场，包括：
- 瑞典王国驻广州总领事馆（中信广场10层1002B-1003室）
- 乌克兰驻广州总领事馆（中信广场14层1407室）
- 比利时王国驻广州总领事馆（中信广场16层1601-1602A室）
- 挪威王国驻广州总领事馆（中信广场18层1807室）
- 马来西亚联邦驻广州总领事馆（中信广场19层1915-1918室）
- 新加坡共和国驻广州总领事馆（中信广场24层2418室）
- 芬兰共和国驻广州总领事馆（中信广场33层3309B-3312室）

同时驻在中信广场的政府机构还有：
- 香港特别行政區政府駐粵經濟貿易辦事處（中信广场71层7101室）

## 公共交通
- 广州地铁三号线林和西站

## 外部連結
- 中信廣場官方網頁 （页面存档备份，存于）

23°08′40″N 113°19′10″E / 23.14444°N 113.31944°E
1. ↑  .   [2024-06-12]. （原始内容存档于2024-06-12）.